# Stangerochampsa
Stangerochampsa es un género extinto de aligatoroideo globidonto, posiblemente un aligatorino, del Cretácico Superior de Alberta. Está basado en el holotipo RTMP.86.61.1, consistente en un cráneo, mandíbula inferior parcial, y el esqueleto postcraneal parcial descubierto en la Formación Cañón Horseshoe que data de entre finales del Campaniense a principios del Maastrichtiense. Stangerochampsa fue descrito en 1996 por Wu y colaboradores. La especie tipo es S. mccabei. El nombre del género es en homenaje a la familia Stanger, propietarios del rancho donde se halló el espécimen, y el nombre de la especie honra a James Ross McCabe, quien descubrió, recolectó y preparó el fósil. Stangerochampsa es descrito como "de tamaño pequeño a medio"; el cráneo mide 20.03 centímetros de largo desde la punta del hocico hasta el cóndilo occipital, y tiene 13.0 centímetros de anchura máxima, mientras que su fémur mide 14.2 centímetros de largo. Tenía una dentición heterodonta, con grandes dientes trituradores en la parte posterior de sus mandíbulas.

## Clasificación
Wu y colaboradores, usando un análisis cladístico, encontraron que el nuevo género era cercano a Brachychampsa, y luego a Albertochampsa e Hylaeochampsa sucesivamente, como parte de un clado dentro de Alligatorinae que también incluye a Allognathosuchus, Ceratosuchus y Wannaganosuchus. Esta disposición también une a muchos aligatorinos mesozoicos y del Paleógeno. Brochu (1999), en un análisis de todos los aligatoroideos, halló que Stangerochampsa y Brachychampsa estaban justo por fuera de Alligatoridae, y sugirió que Stangerochampsa y Albertochampsa eran sinónimos. Brochu (2004) and Hill and Lucas (2006) encontró a Stangerochampsa por fuera de Alligatorinae; Hill y Lucas determinaron que Albertochampsa es su taxón hermano.